# ヘイラー (駆逐艦)
|          | |
| 艦歴     | |
| 発注     | 1979年9月29日 |
| 起工     | 1980年10月20日 |
| 進水     | 1982年3月2日 |
| 就役     | 1983年3月5日 |
| 退役     | 2003年8月25日 |
| 除籍     | 2004年4月6日 |
| その後   | 2004年11月13日に標的艦として沈没 |
| 性能諸元 | |
| 排水量   | 満載：8,040 トン |
| 全長     | 172 m (563 ft) 水線長：161 m (529 ft) |
|          | 16.8 m (55 ft) |
| 吃水     | 8.8 m (29 ft) |
| 機関     | COGAG方式、2軸推進 ゼネラル・エレクトリック LM2500 4基、80,000 shp |
| 最大速力 | 32.5+ ノット (60 km/h) |
| 航続距離 | 6,000 海里 (11,000km、20ノット時) 3,300 海里 (6,000km、30ノット時) |
| 乗員     | 士官19名、兵員315名 |
| 兵装     | 54口径Mk.45 5インチ単装砲 2基 Mk.41 Mod.1 VLS 61セル (トマホーク、アスロック VLA) Mk.112 アスロック 8連装発射機 1基(Mk.41 VLSに換装し撤去) Mk.29シースパローIBPDMS 8連装発射機 1基 Mk.15 20mmファランクスCIWS 2基 Mk.141 ハープーンSSM 4連装発射筒 2基 Mk.32 短魚雷3連装発射管 2基 |
| 航空機   | SH-60 シーホークLAMPS Mk.III 2機搭載可能 |
| モットー | Courageous in Conflict |

USSヘイラー (USS Hayler, DD-997) は、アメリカ海軍の駆逐艦。スプルーアンス級駆逐艦の31番艦。艦名はロバート・W・ヘイラー海軍中将に因む。

## 概要
1978年度会計で議会はスプルーアンス級駆逐艦二隻の追加建造を承認したが、実際には一隻分が提供された。これらの艦はヘリコプター駆逐艦(DDH)として設計されたが、標準のスプルーアンス級の建造コストを超過することはなかった。リットン・インガルスはDDH-997の設計を完了したが、ヘリコプターの着艦デッキを後方に移動、格納庫を延長しシースパロー発射機を格納庫上部に置き換えたものであった。また、3機のSH-3 シーキングもしくは4機のSH-60 シーホークまたはSH-2 シースプライトの運用が可能であった。（完成予想図）
DDH-997は標準的なスプルーアンス級と同程度の予算での建造が要求されたため、設計及びエンジニアリング作業が必要とした詳細項目は相当の数に上った。（キッド級ミサイル駆逐艦建造時に行われた同様の作業では1億1,080万ドルが費やされた。）
結局建造コストは大幅に増加し、この新型駆逐艦がシリーズとして建造されるとなると予算は正当化される可能性があったが、単独の艦のための予算としては認められる可能性が低く、結局海軍は他のスプルーアンス級と同じ設計でヘイラーを建造した。

## 艦歴
ヘイラーは1980年10月20日にミシシッピ州パスカグーラのインガルス造船所で起工し、1982年3月2日に進水、1983年3月5日に就役した。
20年の現役活動後、ヘイラーは2003年8月25日にバージニア州ポーツマスのノーフォーク海軍造船所で退役した。
2004年4月6日に除籍され、2004年11月13日に標的艦として沈められた。